# Benifairó de la Valldigna
|  | No s'ha de confondre amb Benifairó de les Valls, municipi del Camp de Morvedre. |

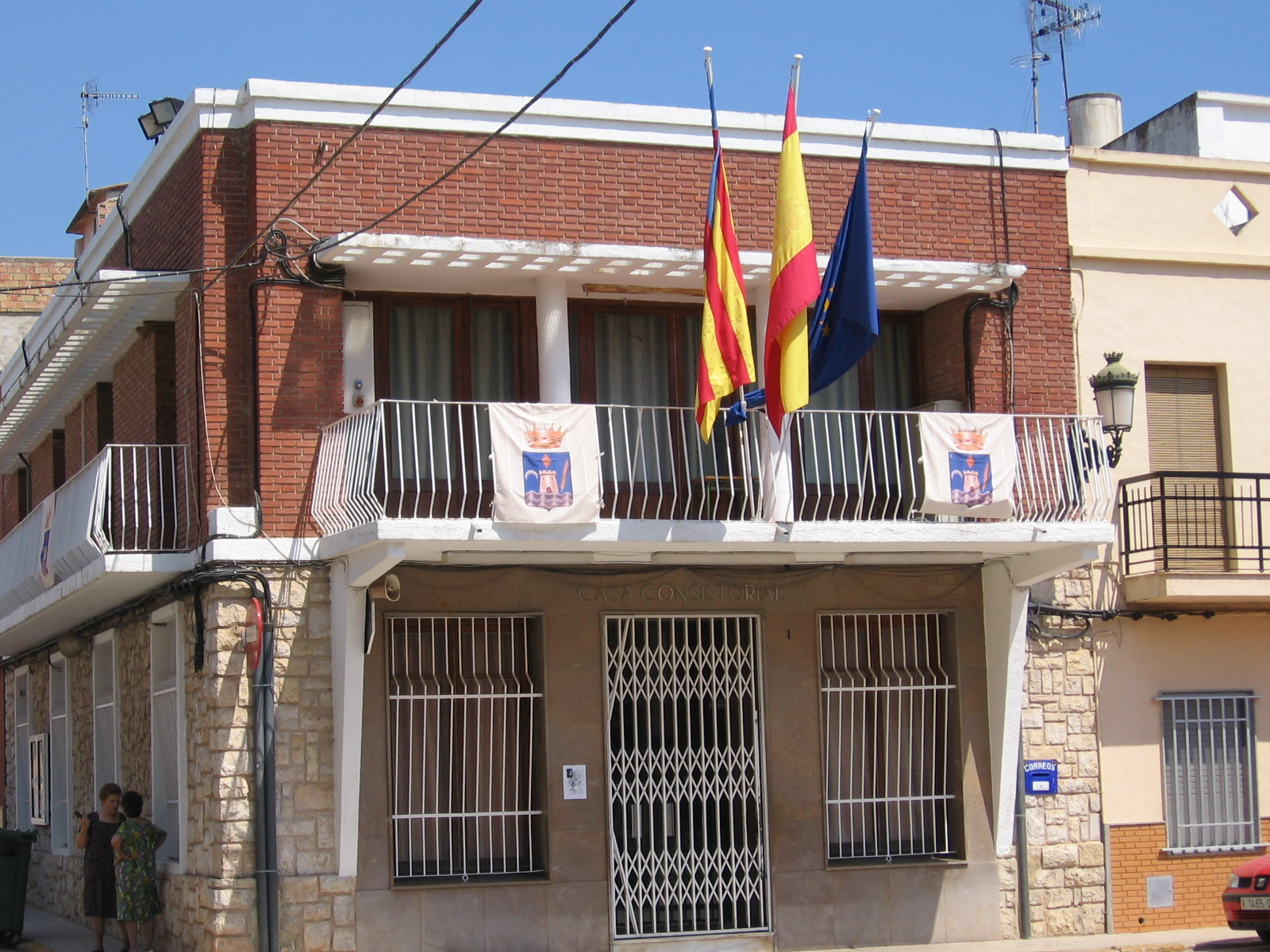
Casa consistorial del municipi

Benifairó de la Valldigna és una població del País Valencià a la comarca de la Safor.

## Geografia
El terme, de 20,1 km² situat entre la Serra de les Agulles i el massís del Mondúber, té una zona plana i una altra de muntanyosa. L'eix vertebrador és el riu Vaca, habitual punt d'inici d'excursions als principals paratges de la zona com ara el monestir, el castell o la font del Barber. En la serra de les Agulles es pot practicar l'escalada a l'Agulla Fonda o l'Agulla Foradada; també cal destacar els barrancs de Cardona i de Castells. Al peu del castell hi ha el despoblat d'Alfulell amb jaciments històrics.

## Història
En les ruïnes del castell s'han torbat deixalles de l'edat del bronze i romanes. Antiga alqueria àrab donada per Jaume I a Doménec de Teylla l'11 de maig del 1249, i a Ferrer Matoses el 19 de juliol del mateix any. El Llibre del Repartiment l'ubica en l'Alfòndec de Marinyén i hi apareix com a Beniayroy, Beniayro, Beniargon i Benihayron. Amb l'emperadriu Constança passà a la Corona fins a 1298 en què Jaume el Just va atorgar el senyoriu al monestir de la Valldigna; situació que es va prolongar fins al segle xix. En 1336 es va atorgar la carta pobla que cedia les terres en emfiteusi. En la Guerra de la Unió els moriscos s'uniren als castellans contra el rei Pere IV i els monjos hagueren de fugir. En acabar la guerra amb el triomf monàrquic, el Cerimoniós va condemnar a mort tots els sublevats, però la quantitat n'era tan elevada que el senyor del lloc, l'abat del monestir, va aconseguir del rei un indult i el dret a vendre'ls com a esclaus seus. El 1411 va sofrir les conseqüències d'un terratrèmol.
El 1519 a conseqüència de les Germanies els moriscos van ser obligats a batejar-se, de deu en deu, a la capella de la Mare de Déu de Gràcia del monestir. L'expulsió morisca de 1609 va permetre als monjos reforçar els seus drets senyorials mitjançant carta pobla d'eixe mateix any que repartia la terra en lots d'unes 3 Ha concedides en emfiteusi. Durant els segles xviii-XIX l'estructura social era la d'una comunitat camperola empobrida en la seua major part. L'abolició del règim senyorial i la desamortització eclesiàstica posaren fi al domini del monestir. Durant la II República (1932) s'hi declararen expropiables el 13,5% de les terres de propietaris no residents al municipi. Durant la guerra del 1936-39 s'hi va constituir una col·lectivitat agrària de la CNT.

## Economia
Des del segle xv la riquesa de Benifairó residia en la canyamel i la seda, que s'exportava a Castella, Granada i Berberia, però la crisi de la sericultura en el segle xix va deixar la taronja com a únic motor de l'economia local.

## Demografia
La població va augmentar molt lentament des del segle xviii fins a 1950, any en què s'estabilitzà, passant dels 1035 habitants a finals del segle xviii a 1646 a l'any 1994. Segons el cens del 2001, un 91,73% de la població parla valencià.
| 1990  | 1992  | 1994  | 1996  | 1998  | 2000  | 2002  | 2004  | 2005  | 2007  |
| ----- | ----- | ----- | ----- | ----- | ----- | ----- | ----- | ----- | ----- |
| 1.645 | 1.652 | 1.646 | 1.669 | 1.634 | 1.635 | 1.675 | 1.692 | 1.708 | 1.695 |

## Política i Govern

### Corporació municipal
El Ple de l'Ajuntament està format per 9 regidors. En les eleccions municipals de 26 de maig de 2019 foren elegits 4 regidors de Compromís per Benifairó (Compromís), 3 del Partit Socialista del País Valencià (PSPV-PSOE), 1 de Proposem Esquerra-Seguim Endavant (PE-EUPV-ERPV) i 1 del Partit Popular (PP).
| Eleccions municipals de 26 de maig de 2019 - Benifairó de la Valldigna                                                                                                   |                                          |                                     |                                     |        |          |          |
| Candidatura | Candidatura                              | Candidatura                         | Cap de llista                       | Vots   | Vots     | Regidors |
| | Compromís per Benifairó                  |                                     | Josep Antoni Alberola Verdú         | 410    | 39,16%   | 4 (+1)   |
| | Partit Socialista del País Valencià-PSOE |                                     | Marc Vercher Alberola               | 288    | 27,51%   | 3 ()     |
| | Proposem Esquerra-Seguim Endavant        |                                     | Josep Lluís Alberola Ferrando       | 170    | 16,24%   | 1 ()     |
| | Partit Popular                           |                                     | Jacinto Alberola Vercher            | 169    | 16,14%   | 1 (-1)   |
| | Vots en blanc                            |                                     |                                     | 10     | 0,96%    |          |
| Total vots vàlids i regidors | Total vots vàlids i regidors             | Total vots vàlids i regidors        | Total vots vàlids i regidors        | 1.047  | 100 %    | 9        |
| | Vots nuls                                | Vots nuls                           | Vots nuls                           | 8      | 0,76%    |          |
| Participació (vots vàlids més nuls) | Participació (vots vàlids més nuls)      | Participació (vots vàlids més nuls) | Participació (vots vàlids més nuls) | 1.055  | 84,13%** |          |
| Abstenció | Abstenció                                | Abstenció                           | Abstenció                           | 199*   | 15,87%** |          |
| Total cens electoral | Total cens electoral                     | Total cens electoral                | Total cens electoral                | 1.254* | 100 %**  |          |
| Alcalde: Josep Antoni Alberola Verdú (Compromís) (15/06/2019) Per ser la llista més votada, després de no haver obtingut majoria absoluta dels regidors (4 de Compromís) |                                          |                                     |                                     |        |          |          |
| Fonts: JEC, JEZ Alzira, M. Interior, Periòdic Ara. (* No són vots sinó electors. ** Percentatge respecte del cens electoral.)                                            |                                          |                                     |                                     |        |          |          |

### Alcaldes
Des del 2015 l'alcalde de Benifairó de la Valldigna és Josep Antoni Alberola Verdú de Compromís.
| Període                       | Alcalde o alcaldessa        | Partit polític | Data de possessió | Observacions |
| ----------------------------- | --------------------------- | -------------- | ----------------- | ------------ |
| 1979–1983                     | Jesús Bernat Serra          | IND            | 21/04/1979        | --           |
| 1983–1987                     | Agustí Pascual Granell      | PSPV-PSOE      | 28/05/1983        | --           |
| 1987–1991                     | Agustí Pascual Granell      | PSPV-PSOE      | 30/06/1987        | --           |
| 1991–1995                     | Agustí Pascual Granell      | PSPV-PSOE      | 15/06/1991        | --           |
| 1995–1999                     | Agustí Pascual Granell      | PSPV-PSOE      | 17/06/1995        | --           |
| 1999–2003                     | Agustí Pascual Granell      | PSPV-PSOE      | 03/07/1999        | --           |
| 2003–2007                     | Jesús Ferrando Peris        | BLOC-EV        | 14/06/2003        | --           |
| 2007–2011                     | Jesús Ferrando Peris        | BLOC           | 16/06/2007        | --           |
| 2011–2015                     | Agustí Pascual Granell      | PSPV-PSOE      | 11/06/2011        | --           |
| 2015–2019                     | Josep Antoni Alberola Verdú | Compromís      | 13/06/2015        | --           |
| 2019-2023                     | Josep Antoni Alberola Verdú | Compromís      | 15/06/2019        | --           |
| Des de 2023                   | n/d                         | n/d            | 17/06/2023        | --           |
| Fonts: Generalitat Valenciana |                             |                |                   |              |

## Gastronomia
Als menjars, com a tot el territori valencià, són típics els arrossos; les coques de mestall, d'ametló, per postres l'arnadí i la taronja.

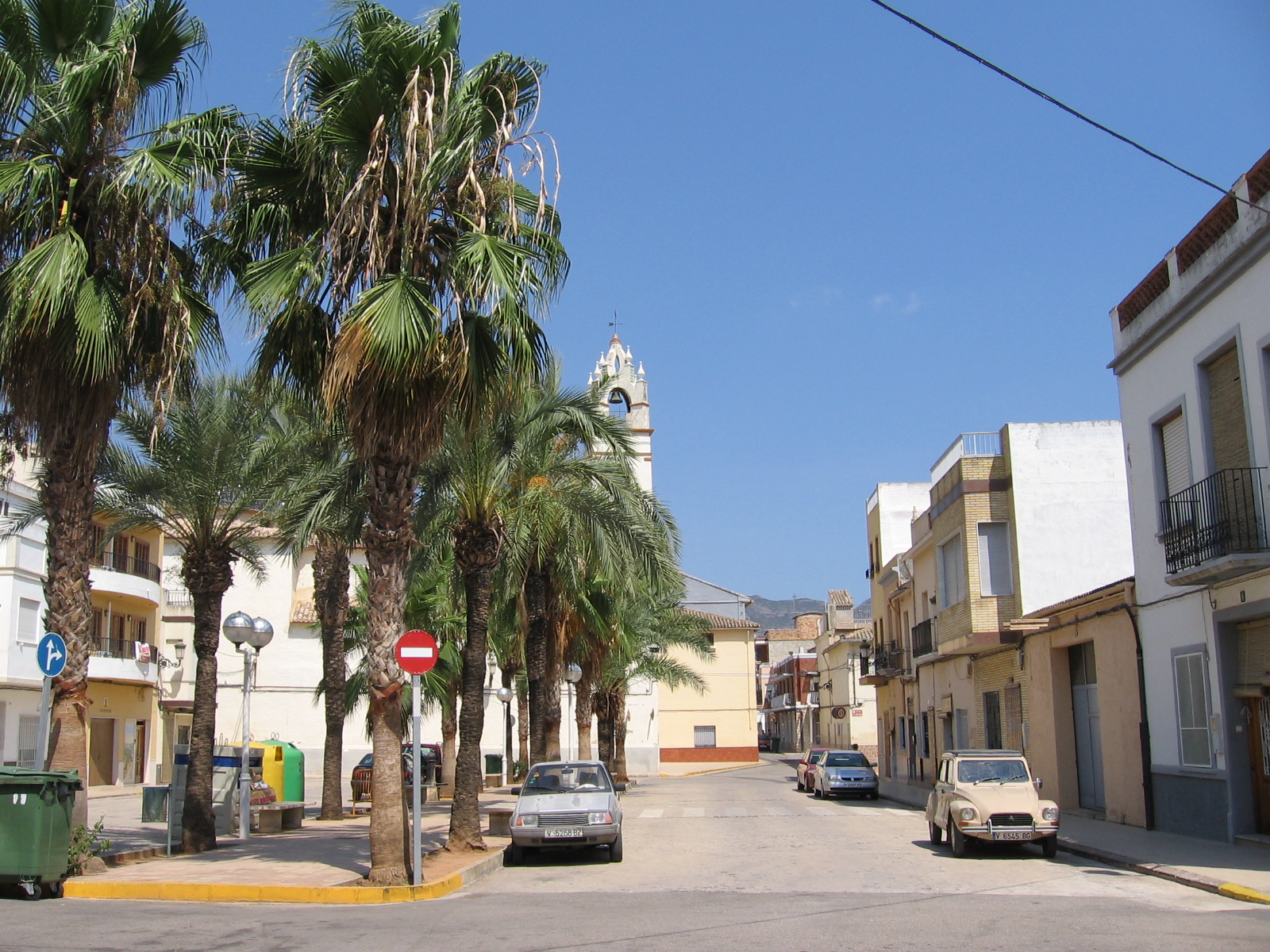
Vista del centre de Benifairó, amb l'Església de Sant Joan Evangelista al fons

## Edificis d'interés
Del seu patrimoni cal destacar:
- Església de Sant Joan Evangelista. Construïda en estil xorigueresc dels segles xvii-xviii. Declarat bé de rellevància local amb número d'inscripció BRL-46.25.059-002-EDE.[8]
- Castell d'Alfàndec. Conegut a la Valldigna com de la Reina Mora per una llegenda que diu que des d'ell es va tirar al precipici la reina mora. De construcció àrab, la seua situació en el cim d'un turó el feia de difícil accés fins fa uns anys, en què l'ajuntament, en col·laboració amb el Centre Excursionista de Tavernes (CETV) va habilitar un sender que permet arribar-hi amb relativa facilitat. El seu estat és de ruïna absoluta, només romanen alguns llenços i una capella gòtica dels segles xiv-xv.
- Safareig (o llavador).[9]
- Ermita de San Miquel. També coneguda com a Ermita Malet pel nom del barranc que transcorre prop. Està situada sobre una vessant rocosa prop de la carretera que uneix el municipi amb la de Tavernes-Alzira. Al voltant hi ha una zona d'esbarjo.
- Ermita de Sant Roc. Es troba junt al cementeri municipal. Ha sigut modificada en diverses intervencions. L'aspecte correspon a una reforma del segle xix.

## Festes locals
- Festes Patronals. Se celebren l'última setmana de juliol i de l'u al tres d'agost en honor de Sant Benet Màrtir, patró del poble. S'hi duen a terme tota classe d'actes lúdics com ara revetles, concursos de paelles, cordades, bous al carrer, cercaviles, jocs infantils, entre d'altres.